# Ali Baba et les Quarante Voleurs (film, 1902)
Pour les articles homonymes, voir Ali Baba.
Ne doit pas être confondu avec la seconde version du film, du même titre et du même réalisateur, sortie en 1907.
Pour plus de détails, voir Fiche technique et Distribution.
Ali Baba et les Quarante Voleurs est un film muet français réalisé par Ferdinand Zecca, produit par Pathé Frères et sorti en 1902.

## Découpage
Bien que le résumé du film dans le catalogue Pathé dénombre douze tableaux, Henri Bousquet en compte seulement sept, introduits par les intertitres suivants :
- Sésame ouvre-toi !
- Le trésor des voleurs
- Enfin riche !
- Cassim est surpris et exécuté
- Brigands découverts par la servante
- Le faux marchand d'huile
- Triomphe d'Ali Baba - Apothéose

## Fiche technique
- Production : Pathé Frères
- Supervision : Ferdinand Zecca
- Mise en scène : Albert Capellani[2]
- Coloriage au pochoir : Segundo de Chomón dans son atelier de Barcelone[2]

## Distribution
- Danseuses de l'Opéra de Paris (pour le seul tableau final, selon Henri Bousquet[1])